# Mecyclothorax filipes
Mecyclothorax filipes är en skalbaggsart som först beskrevs av Sharp 1903.  Mecyclothorax filipes ingår i släktet Mecyclothorax och familjen jordlöpare. Inga underarter finns listade i Catalogue of Life.